# Ilha Bear
A Ilha Bear ou Ilha Tenente Gonzalez é uma ilha rochosa situada a menos de uma milha a leste da Ilha Stonington na Baía Margarida, ao longa da costa Terra de Graham na Antártica.
Acredita-se que a ilha Bear foi descoberta pela expedição britânica da Terra de Graham (1934 - 1937) e pelo United States Antarctic Service (USAS) (1939 - 1941) no comando de Byrd, ambos operados na área da ilha Stonington. Uma expedição chilena em 1947 identificou uma ilha que coincide aproximadamente com as coordenadas da ilha Bear, batizando-a em homenagem ao tenente Jorge Gonzalez Baeza, que era membro da expedição, mas o nome foi substituído.